# Thaise eekhoorn
De Thaise eekhoorn (Callosciurus finlaysonii)  is een zoogdier uit de familie van de eekhoorns (Sciuridae). De wetenschappelijke naam van de soort werd in 1823 als Sciurus finlaysonii gepubliceerd door Thomas Horsfield.

## Voorkomen
De soort komt voor in Cambodja, Laos, Myanmar, Thailand en Vietnam. Door handel zijn er ook populaties in Singapore en Italië ontstaan. De soort kent vele ondersoorten met een groot kleurbereik.

## Invasieve exoot
Sinds 2 augustus 2022 staat deze soort op de Unielijst voor invasieve uitheemse soorten die zorgwekkend zijn voor de Europese Unie. Dit betekent dat deze eekhoorn niet langer in de Europese Unie mag worden ingevoerd, vervoerd, gecommercialiseerd, gefokt, gebruikt, uitgewisseld of vrijgelaten in de natuur. Bovendien mag hij niet langer worden gehouden, uitgezonderd in het geval van gezelschapsdieren die werden verworven tot één jaar na de opname van de soort op de Unielijst.